# Nacaduba sanaya
Nacaduba sanaya är en fjärilsart som beskrevs av Hans Fruhstorfer 1916. Nacaduba sanaya ingår i släktet Nacaduba och familjen juvelvingar. IUCN kategoriserar arten globalt som livskraftig. Inga underarter finns listade i Catalogue of Life.